# Bradley Hindle
Bradley Hindle-Deguara, né le 16 décembre 1980 à Mackay, est un joueur professionnel de squash représentant Malte. Il atteint en novembre 2008 la 64e place mondiale sur le circuit international son meilleur classement. 

## Biographie
Il grandit en Australie et s'installe en Europe en 2003 après ses études. Depuis 2010 Hindle joue pour Malte, car par sa famille il a aussi la nationalité maltaise. Avec l'équipe nationale maltaise, il a participé à plusieurs reprises aux championnats européens. Pour Malte, il a également participé aux Jeux du Commonwealth de 2010 et 2014. Après sa retraite sportive, il ouvre une académie de squash à Malte et devient entraîneur de l'équipe nationale. Depuis 2020, il est revenu en Australie et s'occupe d'un centre de squash à Daisy Hill dans la banlieue de Logan City.